# Degeneración hepatocerebral adquirida
Esta entidad ha sido descripta inicialmente en 1914 por Woerkom y llamada Degeneración Hepato Cerebral Adquirida no Wilsoniana por Victor et. al en 1965.
Presenta síntomas extrapiramidales (coreoatetosis, parkinsonismo, distonía, disartria, ataxia, temblor, rigidez) y/o neuropsiquiátricos (letargo, deterioro cognitivo, somnolencia, apatía) en el contexto de disfunción hepática crónica adquirida, secundaria a alteraciones del parénquima, colestasis y/o derivación intra o extrahepática. También se ha descripto mielopatia asociada. Comienza en forma insidiosa luego de semanas, meses o años de disfunción hepática, diferenciándose de la encefalopatía hepática. La Resonancia Magnética de encéfalo suele evidenciar una señal hiperintensa en la secuencia ponderada en T1 a nivel de los núcleos lenticulares, sin alteración de la señal en las secuencia ponderada en T2. Su fisiopatología es desconocida, sugiriéndose fuertemente que el depósito de manganeso en áreas específicas sería una clave importante en su generación.

## Tratamiento
Consiste en mejorar la función hepática, en ocasiones llegando a requerir trasplante hepático y a reducir la acumulación de tóxicos, por medio de laxantes como la lactulosa y restricción dietaria. Los síntomas extrapiramidales pueden mejorar luego del tratamiento con levodopa, pero la respuesta es variable, las discinesias y corea pueden responder al tratamiento con tetrabenazina.